# Portlaoise
Portlaoise (iriska: Port Laoise, tidigare kallad Maryborough) är huvudort i grevskapet Laois i Republiken Irland. Staden grundlades som Fortet Maryborough av drottning Maria av England år 1556.
Över hela staden finns det spår efter tiden som garnisonsstad. Det gamla fängelset är idag omgjort till ett kulturcentrum.
I närheten av staden finns Dunamaseklippan, en keltisk befästning som ska ha beskrivits av Klaudios Ptolemaios. Det finns också tre herrgårdar i närheten: Emo Court från 1700-talet, ritat av James Gandon samt Ballyfin House som idag är privatskola och slutligen Mountmellick.
Motorvägen M7 går förbi Portlaoise.